# Пропаналь
Пропаналь (пропионовый альдегид, пропиональдегид) — альдегид пропионовой кислоты. Является изомером ацетона.

## Физические свойства
Бесцветная жидкость с характерным запахом. Смешивается со многими органическими растворителями (например, спиртом), с водой образует азеотропную смесь (т. кип. 47,8 °С, 98,1 % пропаналя). Koэффициент распределения октанол/вода как lg Pow: 0,83

## Получение
В промышленности в основном получается гидроформилированием этилена, синтез-газом (смесь угарного газа и водорода) в присутствии родия или карбонила кобальта:
{\displaystyle {\ce {CO + H2 + C2H4 -> CH3CH2CHO}}},
а также окислением бутан-пропановой фракции:
{\displaystyle {\ce {CH3CH2CH3 + O2 -> CH3CH2CHO + H2O}}}.
Может быть также получен путём дегидрирования 1-пропанола на серебряном катализаторе при 400 °C:
{\displaystyle {\ce {CH3CH2CH2OH -> CH3CH2CHO + H2}}}.
Лабораторный способ получения основывается на частичном окислении пропанола-1 бихроматом калия в присутствии серной кислоты. При этом к кипящему пропанолу добавляют раствор бихромата калия в разбавленной серной кислоте. Пары проходят через обратный холодильник установленный под углом 45° и охлаждаемый водой с температурой до 60 °С. Таким образом непрореагировавший пропанол-1 возвращается обратно в реакционный сосуд, а пары пропаналя уносятся. К верху обратного холодильника присоединён нисходящий холодильник, охлаждаемый холодной водой, где конденсируется пропаналь. Выход реакции достигает 50 %.
Также он может быть получен изомеризацией пропиленоксида над силикагелем при 300 °C и гидрированием акролеина:
{\displaystyle {\ce {CH2=CHCHO + H2 -> CH3CH2CHO}}}.

## Применение

### В органическом синтезе
Конденсацией с трет-бутиламином получают CH3CH2CH=N-t-Bu, который является трёхатомным билдинг-блоком. Под действием LDA он депротонируется, образуя CH3CHLiCH=N-t-Bu. Это вещество далее контролируемо взаимодействует с альдегидами.

## Безопасность
Оказывает наркотическое и раздражающее действие, поражает дыхательную систему, паренхиматозные органы, гемопоэз. Хорошо всасывается через неповрежденную кожу. Раздражает кожу и при длительном контакте вызывает некроз. При попадании в глаза — сильное раздражение, ожоги роговицы. Для крыс при внутрижелудочном введении ЛД50 — 1410 мг/кг. ПДК р. з. — 5 мг/м3; пары, класс опасности — 3. ОБУВ а. в. — 0,01 мг/м3. ПДК м. р. — 0,015 мг/м3. Пропаналь является одним из метаболитов пропиленгликоля в организме (образуется в очень небольших количествах).
Горюч. Пределы взрываемости паров в воздухе: 2,6—17,0 об.%.
ПДК в воздухе рабочей зоны — 5 мг/м3 (максимально разовая). А порог восприятия запаха может достигать, например, 240 мг/м3. У части людей порог был значительно выше среднего значения. Поэтому можно ожидать, что использование широко распространённых фильтрующих СИЗОД в сочетании с «заменой фильтров по появлении запаха под маской» (как это почти всегда рекомендуется в РФ поставщиками СИЗОД) приведёт к чрезмерному воздействию токсичных паров пропиональдегида на, по крайней мере, часть работников — из-за запоздалой замены противогазных фильтров. Для защиты от пропаналя следует использовать значительно более эффективные изменение технологии и средства коллективной защиты.